# Vivian Vance
Vivian Vance (ur. 26 lipca 1909 w Cherryvale, zm. 17 sierpnia 1979 w Belvedere) – amerykańska aktorka i piosenkarka.
Została uhonorowana nagrodą Emmy i trzykrotnie otrzymała nominację do nagrody Emmy, a także posiada swoją gwiazdę na Hollywoodzkiej Alei Gwiazd.

## Filmografia

### Filmy
- 1950: The Secret Fury jako Leah
- 1957: I Love Lucy Christmas Special jako Ethel Mertz
- 1972: Getting Away from It All jako May Brodey
- 1976: Wielki Houdini jako Minnie pielęgniarka

### Seriale
- 1951-57: Kocham Lucy (I love Lucy) jako Ethel Mertz
- 1957-60: The Lucy-Desi Comedy Hour jako Ethel Mertz
- 1959: The Deputy jako Emma Gant
- 1968: Here’s Lucy jako Vivian Jones
- 1974: Rhoda jako Maggie Cummings